# HD 69002
HD 69002，又名CD-33 4705，SAO 198960、HR 3238，是一颗恒星，视星等为6.37，位于銀經251.66，銀緯0.48，其B1900.0坐标为赤經8h 9m 47.4s，赤緯-33° 0.48′ 1″。